# Лазар Георгиев
Лазар (Лазо) Георгиев е български революционер, четник, деец на Вътрешната македоно-одринска революционна организация.

## Биография
Лазо Георгиев е роден в 1880 година във Велес, тогава в Османската империя, днес в Северна Македония. Влиза във ВМОРО, при избухването на Балканската война в 1912 година е доброволец в Македоно-одринското опълчение и се сражава в четата на Дамян Мартинов.
През Първата световна война, по случай 15-ата годишнина от Илинденско-Преображенското въстание, е награден с бронзов медал „За заслуга“, на военна лента, с корона, за заслуги към постигане на българския идеал в Македония.